# Silny trefl
Silny trefl to określenie rodziny systemów licytacyjnych w brydżu których głównym założeniem jest silne i forsujące otwarcie 1♣ (zazwyczaj pokazującym od przynajmniej 16 PH) co wiąże się z ograniczeniem siły pozostałych otwarć.  Pierwszy tego typu system został stworzony przez Harolda Vanderbilta.  Obecnie najpopularniejszym tego typu systemem jest Precision.